# دبليو. برايس هنت
دبليو. برايس هنت (بالإنجليزية: W. Price Hunt)‏ هو مستكشف أمريكي، ولد في 20 مارس 1783، وتوفي في 13 أبريل 1842.